# Кото, Мэнни
Мэнни Кото (англ. Manny Coto; 10 июня 1961 — 9 июля 2023) — американский кинорежиссёр, сценарист и продюсер.
Кото был исполнительным продюсером и шоураннером финального сезона «Звёздный путь: Энтерпрайз», и исполнительным продюсером четырёх сезонов сериала «24 часа». Он был исполнительным продюсером и сценаристом пятого сезона хитового сериала Showtime «Декстер».

## Карьера
Кото является выпускником Американского института киноискусства и имеет большой опыт в жанре научной фантастики и фэнтези. Он написал сценарий и снял эпизод сериала «Байки из склепа» и также написал сценарий к эпизоду сериала «За гранью возможного», когда он возродился на Showtime в 1995 году. Ему затем дали шанс создать и написать сериал для Showtime после того, как был отменён «За гранью возможного». Результатом стал сериал «Одиссея 5» с Питером Уэллером в главной роли (Кото позже работал с Уэллером в «Энтерпрайзе», «24 часах» и «Декстером»).
Кото присоединился к составу сценаристов «Энтерпрайза» в 2003 году, когда шёл третий сезон шоу; его эпизоды включают «Двойник», «Царство избранных» и «Азати Прайм». Позже он стал соисполнительным продюсером этого сезона. В четвёртом сезоне он стал исполнительным продюсером шоу, вместе с создателями сериала Риком Берманом и Брэнноном Брагой. Согласно его биографии на StarTrek.com, он был поклонником «Звёздного пути» всю свою жизнь и однажды написал комикс «Звёздный путь».
После этого, он стал исполнительным продюсером пятого, шестого, седьмого и восьмого и финального сезонов сериала «24 часа».
В 2010 году, Кото присоединился команде драматического сериала Showtime «Декстер» в качестве сценариста и исполнительного продюсера пятого сезона. Он продолжил работать сценаристом и исполнительным продюсером шестого и седьмого сезонов, вышедших в 2011 и 2012 годах.
Кото также снял множество фильмов, включая «Крышу» (с Дольфом Лундгреном), «Доктора Усмешку» и «Звёздное дитя».

## Личная жизнь
Кото женился на Робин Трикетт 27 декабря 2004 года в Венеции, Италии.
Скончался 9 июля 2023 года в Пасадене, Калифорния от рака поджелудочной железы.

## Фильмография (режиссёр)
- 1988—1990 — Монстры / Monsters
- 1989 — Шизо / Playroom
- 1991 — Байки из склепа / Tales from the Crypt (1 эпизод: «Траурная неприятность»)
- 1991 — Чёрный октябрь / Cover Up
- 1992 — Доктор Усмешка / Dr. Giggles
- 1997 — Звёздное дитя / Star Kid
- 2000 — Другой я / The Other Me
- 2001 — Ксенон: Продолжение / Zenon: The Zequel